# 코파 델 레이 1930
코파 델 레이 1930(스페인어: Copa del Rey de Fútbol 1930)은 스페인의 축구 컵대회인 코파 델 레이의 28번째 시즌이다.
이 대회는 1930년 4월 6일에 시작되어 1930년 6월 1일에 바르셀로나의 몬주이크에서 열린 결승전으로 막을 내렸다. 아틀레틱 빌바오가 통산 10번째 우승을 달성하였다.

## 참가 구단
- 안달루시아 주: 세비야, 베티스
- 아라곤 주: 이베리아, 파트리아 아라곤
- 아스투리아스 주: 오비에도, 스포르팅 히혼
- 발레아레스 제도: 알폰소 13세 체육단
- 카나리아 제도: 비크토리아
- 칸타브리아 주: 라싱 산탄데르, 힘나스티카 토렐라베가
- 카스티야 이 레온 주: 쿨투랄 레오네사, 바야돌리드
- 카탈루냐 주: 바르셀로나, 에우로파, 에스파뇰
- 에스트레마두라 주: 돈 베니토
- 갈리시아 주: 셀타 비고, 라싱 페롤
- 기푸스코아 도: 레알 우니온, 레알 소시에다드, 오사수나
- 무르시아 주: 무르시아, 카르타헤나
- 중부: 레알 마드리드, 아틀레틱 마드리드, 라싱 마드리드
- 발렌시아 주: 발렌시아, 카스테욘
- 비스카이아 도: 아틀레틱 빌바오, 알라베스, 아레나스 게초

## 32강전
1차전은 1930년 4월 6일에 진행되었다. 2차전은 1930년 4월 13일에 진행되었다.
| 팀 1               | 합계 | 팀 2                  | 1차전 | 2차전 |
| ------------------ | ---- | --------------------- | ----- | ----- |
| 라싱 산탄데르      | 4–5  | 아틀레틱 빌바오       | 3–0   | 1–5   |
| 레알 소시에다드    | 4–0  | 힘나스티카 토렐라베가 | 2–0   | 2–0   |
| 라싱 마드리드      | 1–7  | 레알 우니온           | 0–3   | 1–4   |
| 카스테욘           | 2–2  | 아틀레틱 마드리드     | 1–0   | 1–2   |
| 바르셀로나         | 11–1 | 데포르티보            | 8–0   | 3–1   |
| 알라베스           | 5–4  | 스포르팅 히혼         | 5–1   | 0–3   |
| 오사수나           | 6–1  | 이베리아              | 3–0   | 3–1   |
| 알폰소 13세 체육단 | 2–13 | 에스파뇰              | 1–7   | 1–6   |
| 바야돌리드         | 2–6  | 비크토리아            | 1–1   | 1–5   |
| 오비에도           | 4–2  | 에우로파              | 4–0   | 0–2   |
| 무르시아           | 15–0 | 돈 베니토             | 10–0  | 5–0   |
| 파트리아 아라곤    | 2–2  | 레알 마드리드         | 1–1   | 1–1   |
| 아레나스 게초      | 8–1  | 카르타헤나            | 6–1   | 2–0   |
| 세비야             | 2–2  | 쿨투랄 레오네사       | 1–0   | 1–2   |
| 셀타 비고          | 2–5  | 발렌시아              | 2–0   | 0–5   |

베티스는 부전승으로 16강에 진출하였다.
- 승자 결정전

| 팀 1          | 결과 | 팀 2              |
| ------------- | ---- | ----------------- |
| 카스테욘      | 7–1  | 아틀레틱 마드리드 |
| 세비야        | 2–1  | 쿨투랄 레오네사   |
| 레알 마드리드 | 6–1  | 파트리아 아라곤   |

## 16강전
1차전은 1930년 4월 20일에 진행되었다. 2차전은 1930년 4월 27일에 진행되었다.
| 팀 1            | 합계 | 팀 2            | 1차전 | 2차전 |
| --------------- | ---- | --------------- | ----- | ----- |
| 아틀레틱 빌바오 | 5–2  | 레알 소시에다드 | 4–1   | 1–1   |
| 레알 우니온     | 2–1  | 카스테욘        | 0–1   | 2–0   |
| 베티스          | 1–3  | 바르셀로나      | 1–1   | 0–2   |
| 알라베스        | 4–1  | 오사수나        | 3–1   | 1–0   |
| 에스파뇰        | 8–2  | 비크토리아      | 5–1   | 3–1   |
| 무르시아        | 4–6  | 오비에도        | 2–1   | 2–5   |
| 레알 마드리드   | 4-0  | 아레나스 게초   | 2-0   | 2–0   |
| 발렌시아        | 7–4  | 세비야          | 5–1   | 2–3   |

## 8강전
1차전은 1930년 5월 4일에 진행되었다. 2차전은 1930년 5월 11일에 진행되었다.
| 팀 1        | 합계 | 팀 2            | 1차전 | 2차전 |
| ----------- | ---- | --------------- | ----- | ----- |
| 에스파뇰    | 3–0  | 오비에도        | 2–0   | 1–0   |
| 알라베스    | 3–5  | 바르셀로나      | 2–1   | 1–4   |
| 레알 우니온 | 3–7  | 아틀레틱 빌바오 | 3–3   | 0–4   |
| 발렌시아    | 4–5  | 레알 마드리드   | 2–5   | 2–0   |

## 준결승전
1차전은 1930년 5월 18일에 진행되었다. 2차전은 1930년 5월 25일에 진행되었다.
| 팀 1            | 합계 | 팀 2          | 1차전 | 2차전 |
| --------------- | ---- | ------------- | ----- | ----- |
| 아틀레틱 빌바오 | 5–5  | 바르셀로나    | 2–1   | 3–4   |
| 에스파뇰        | 1–2  | 레알 마드리드 | 1–0   | 0–2   |

- 승자 결정전

| 팀 1            | 결과 | 팀 2       |
| --------------- | ---- | ---------- |
| 아틀레틱 빌바오 | 4–0  | 바르셀로나 |

## 결승전
| 아틀레틱 빌바오                              | 3–2 (연장전) | 레알 마드리드               |
| -------------------------------------------- | ------------ | --------------------------- |
| 우나무노 1′ · 이라라고리 45′ · 라푸엔테 115′ |              | 15′ 라스카노 · 65′ 트리아나 |

| 코파 델 레이 1930 우승      |
| --------------------------- |
| 아틀레틱 빌바오 10번째 우승 |